# Edwardsiana nigriloba
Edwardsiana nigriloba är en insektsart som först beskrevs av Edwards 1924.  Edwardsiana nigriloba ingår i släktet Edwardsiana och familjen dvärgstritar. Arten är reproducerande i Sverige. Inga underarter finns listade i Catalogue of Life.